# Sagar Prakash Khatnani
Sagar Prakash Khatnani (Puerto de la Cruz, 6 giugno 1983) è uno scrittore spagnolo.

## Biografia
Sagar Prakash Khatnani Nacque a Puerto de la Cruz, sull'isola di Tenerife. Di origine indù, ha frequentato un ciclo formativo superiore in produzione audiovisiva, radio e spettacoli, oltre ad altri corsi di cinematografia e fotografia. In seguito ha studiato come tecnico internazionale di protocollo a Madrid. Dopo aver vinto vari concorsi di letteratura, ha deciso di dedicarsi alla scrittura del suo primo romanzo, Amagi, durante le ore libere dal lavoro, per sei anni.
Il suo primo libro, Amagi, è stato pubblicato in Spagna dall'editore Suma de Letras nel 2013 ed ha subito riscontrato un grande successo, tanto da essere successivamente edito anche in America Latina. Sagar Prakash è anche collaboratore del blog Migrados del quotidiano El País.
Nel 2014, la città di Puerto de la Cruz ha proposto Sagar Prakash Khatnani per Premio "Joven Canarias" di quell'anno, premio che è stato finalmente concesso. Nel giugno 2016 viene pubblicato anche in italiano dall'editore Tre60.

## Opere
- Amagi (2013)
- Sawai (2018)